# Harold Alexander, 1. Earl Alexander of Tunis

Feldmarschall Sir Harold Alexander, 1945

Harold Rupert Leofric George Alexander, 1. Earl Alexander of Tunis, KG, GCB, GCMG, CSI, GCVO, DSO, MC (* 10. Dezember 1891 in London; † 16. Juni 1969 in Slough) war britischer Feldmarschall. Er kämpfte im Ersten Weltkrieg, im Lettischen Unabhängigkeitskrieg, im West-, im Burma-, im Afrika- und im Italienfeldzug. Später diente er als Generalgouverneur Kanadas und als britischer Verteidigungsminister.

## Militärische Karriere

### Erster Weltkrieg und Zwischenkriegszeit
Harold Alexander war der dritte Sohn von James Alexander, 4. Earl of Caledon, und Lady Elizabeth Graham-Toler, Tochter des Hector Graham-Toler, 3. Earl of Norbury. Er besuchte die Harrow School und die Royal Military Academy Sandhurst. Er trat am 23. September 1911 als Second Lieutenant der Irish Guards in die British Army ein. Zu Beginn des Ersten Weltkrieges diente er als Zugführer an der Westfront. Für seine Verdienste in der Schlacht bei Loos wurde er mit dem Military Cross und in der Schlacht an der Somme mit dem Distinguished Service Order ausgezeichnet. In der Schlacht von Cambrai kommandierte er das 2. Bataillon der Irish Guards. Alexander wurde zweimal verwundet und als Ritter in die Ehrenlegion aufgenommen. Sein höchster Rang war der eines Brevet-Lieutenant-Colonel.

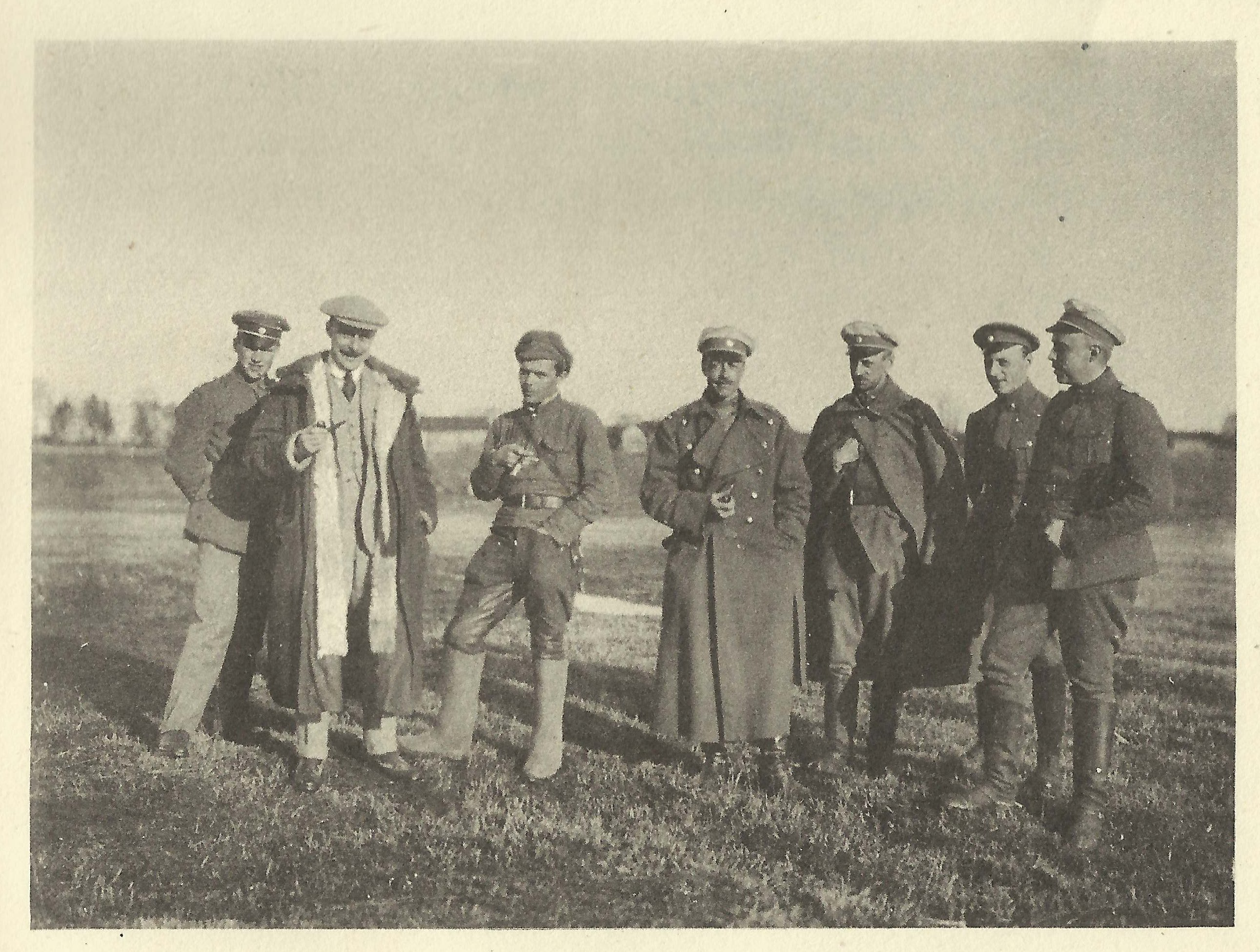
Alexander mit Offizieren der Baltischen Landeswehr, 1920

Nach dem Weltkrieg nahm Alexander an der alliierten Hilfskommission im neu gegründeten Polen teil. Ab Mai 1919 beteiligte er sich am Lettischen Unabhängigkeitskrieg und wurde nach dem Waffenstillstand von Strasdenhof Kommandeur der Baltischen Landeswehr. Er kehrte nach Großbritannien zurück und wurde am 14. Mai 1922 zum Lieutenant-Colonel befördert und Kommandeur des 1. Bataillon der Irish Guards in der Garnison Aldershot. Mit dieser Einheit nahm er an der Besetzung von Istanbul teil und diente in Gibraltar. Ab 1926 besuchte er das Staff College in Camberley, wonach er als Colonel Regimentskommandeur der Irish Guards wurde. Diesen Posten behielt er für zwei Jahre und besuchte anschließend für ein Jahr das Imperial Defence College.
Am 14. Oktober 1931 heiratete er Lady Margaret Diana Bingham, zweite Tochter des 5. Earl of Lucan. Nach einigen Stabsverwendungen übernahm er 1934 als temporärer Brigadier-General die Nowshera Brigade an der North West Frontier in Britisch-Indien. Zwischen Februar und April 1935 führte er eine Expedition gegen die Paschtunen in Malakand an. Im September 1935 kämpfte er unter Claude Auchinleck bei einem Einsatz gegen die Mohmand-Paschtunen. Für seinen Dienst dort wurde er zwei Mal mentioned in despatches und 1936 als Companion in den Order of the Star of India aufgenommen. 1937 kehrte er nach Großbritannien zurück und wurde er zum aide-de-camp von König Georg VI. ernannt, bei dessen Krönung er anwesend war, und wurde später im gleichen Jahr zum Major-General befördert. Anfang 1938 übernahm er den Befehl über die 1st Infantry Division in der Garnison Aldershot.

### Zweiter Weltkrieg
Bei Beginn des Zweiten Weltkriegs wurde er mit seiner Division als Teil der British Expeditionary Force (BEF) nach Frankreich geschickt. Während des deutschen Westfeldzugs leitete er den erfolgreichen Rückzug der 1st Division während der Schlacht um Dünkirchen und übernahm während der Evakuierung aus Dünkirchen zeitweilig den Befehl über das I. Korps. Er kehrte am 3. Juni 1940 auf dem letzten Zerstörer, der Frankreich verließ, nach England zurück. In Anerkennung seiner Leistungen wurde er am 13. Juli 1940 zum Lieutenant-General befördert und zum Oberbefehlshaber des Southern Command ernannt. Dies war aufgrund der erwarteten deutschen Invasion eine herausgehobene Stellung.
Am 1. Januar 1942 wurde er als Knight Commander in den Order of the Bath aufgenommen und dadurch in den persönlichen Adelsstand erhoben. Nach der japanischen Invasion Burmas wurde er im Februar 1942 zum Oberbefehlshaber dieses Kriegsschauplatzes ernannt und gleichzeitig zum General befördert. Er überließ die dortige taktische Führung weitgehend seinem Untergebenen William Slim, während er sich selbst vorrangig mit politischen Fragen befasste. Nach dem Rückzug der britischen Truppen nach Indien wurde Alexander im Juli 1942 nach England zurückgerufen, ursprünglich um die britische 1. Armee bei der späteren Operation Torch zu führen. Aufgrund der gleichzeitigen Krise in Ägypten, wo die Achsentruppen Alexandria bedrohten, wurde er jedoch im August von Winston Churchill zum Nachfolger Claude Auchinlecks als Oberbefehlshaber im Nahen Osten bestimmt. Gleichzeitig wurde Bernard Montgomery neuer Befehlshaber der 8. Armee.
Nach der Einnahme von Tripolis wurde Alexander am 11. November 1942 zum Knight Grand Cross des Order of the Bath erhoben. Nachdem die anglo-amerikanischen Streitkräfte der Operation Torch sich Anfang 1943 mit den Streitkräften der westlichen Wüste 1943 in Tunesien trafen, wurde er zum Oberbefehlshaber der 18th Army Group und Stellvertreter Dwight D. Eisenhowers als Oberkommandierender der gesamten alliierten Streitkräfte im Mittelmeerraum ernannt. Nach dem Ende des Tunesienfeldzugs wurde sein Stab in die 15th Army Group umgewandelt, die für die Operation Husky (Invasion Siziliens im Juli 1943) und die anschließende Alliierte Invasion in Italien ab September 1943 zuständig war.
Nach Eisenhowers Ernennung zum Oberbefehlshaber des SHAEF, des alliierten Hauptquartiers für die Operation Overlord, schlug dieser Alexander als Oberbefehlshaber der Bodenstreitkräfte bei dieser Operation vor. Auf Intervention Sir Alan Brookes wurde Alexander jedoch auf seinem Posten in Italien unter Eisenhowers Nachfolger Henry Maitland Wilson belassen und Montgomery für die Rolle ausgewählt. Alexander überwand erfolgreich den deutschen Widerstand bei Monte Cassino. Nachdem Anfang Juni 1944 Rom zur offenen Stadt erklärt worden war, marschierten alliierte Truppen dort ein.
Am 12. Dezember 1944 wurde Alexander unter Ernennung zum Field Marshal zum Oberbefehlshaber der alliierten Streitkräfte im Mittelmeerraum und damit Nachfolger Wilsons, der nach Washington ging, und akzeptierte am 29. April 1945 die deutsche Teilkapitulation in Italien.

## Generalgouverneur Kanadas

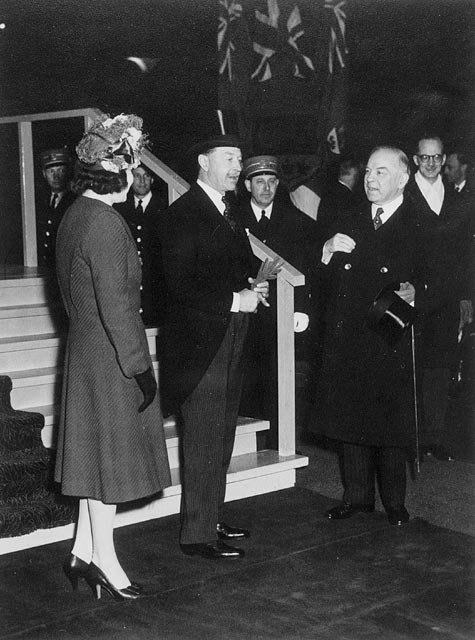
Alexander mit seiner Frau bei der Begrüßung durch Premierminister King in Kanada, April 1946

Nach dem Krieg war Alexander erster Anwärter auf die Nachfolge Alan Brookes als Chef des Imperialen Generalstabes, wurde jedoch vom kanadischen Premier William Lyon Mackenzie King überredet, sich als Generalgouverneur von Kanada vorschlagen zu lassen. Nachdem er aus dem Armeedienst ausgetreten war, wurde er im April 1946 in das neue Amt vereidigt. Anlässlich seines Ausscheidens aus dem Armeedienst war er am 29. Januar 1946 zum Knight Grand Cross des Order of St Michael and St George ernannt sowie am 1. März 1946 in der Peerage of the United Kingdom als Viscount Alexander of Tunis, of Errigal in the County of Donegal, zum erblichen Peer erhoben worden. Am 3. Dezember des gleichen Jahres wurde er zudem zum Knight Companion des Hosenbandordens ernannt. Am 28. August 1946 wurde er zudem Regimentschef der Irish Guards und hatte dieses Ehrenamt bis zu seinem Tod inne.
Alexander war bei der kanadischen Bevölkerung sehr beliebt. Zusätzlich zu seinem Ruf als militärisches Genie war Lord Alexander ein charismatischer Mensch, der es verstand, sich Freunde zu machen und sich mit anderen zu verständigen. Er nahm seine Pflichten sehr ernst – tatsächlich hat er, als er gebeten wurde, den Ball für das Finale des Grey Cup 1946 anzustoßen, einige frühe Morgen damit verbracht, dafür zu üben. Er betrachtete seine Position als entscheidende Verknüpfung der Kanadier und deren Staatsoberhaupt und war begierig, diese Ansicht zu verbreiten, wo auch immer er sich befand. Er reiste sehr viel in Kanada, 180.000 Meilen während der fünf Jahre, in denen er sein Amt innehatte.
Bei seinem ersten ausgedehnten Besuch Westkanadas wurde ihm am 13. Juli 1946 ein Totempfahl von Schnitzer Mungo Martin vom Stamm der Kwakiutl übergeben. Sie sollte seine Ernennung zum Häuptling ehrenhalber des Stammes der Kwakiutl bedeuten. Er war der erste weiße Mann, der auf diese Weise geehrt wurde. Noch immer ist der Totempfahl eine beliebte Attraktion des Vorgartens von Rideau Hall. Während eines späteren Besuchs wurde er zum Häuptling Adlerhaupt der Schwarzfußindianer (Blackfoot) ernannt.
Lord Alexanders Zeit – die Nachkriegszeit des Zweiten Weltkrieges – war eine Zeit des Umbruchs für Kanada. Die Nachkriegswirtschaft florierte in Kanada und Wohlstand breitete sich aus. In einem offenen Brief überschrieb König Georg VI. dem Generalgouverneur all seine Befugnisse Kanada betreffend. Noch heute ist dieses Dokument die Quelle der Kompetenzen des Generalgouverneurs. 1949 wurde von der Konferenz der Premierminister des Commonwealth die Bezeichnung „Mitglied des Commonwealth“ anstatt „Dominion“ gewählt.

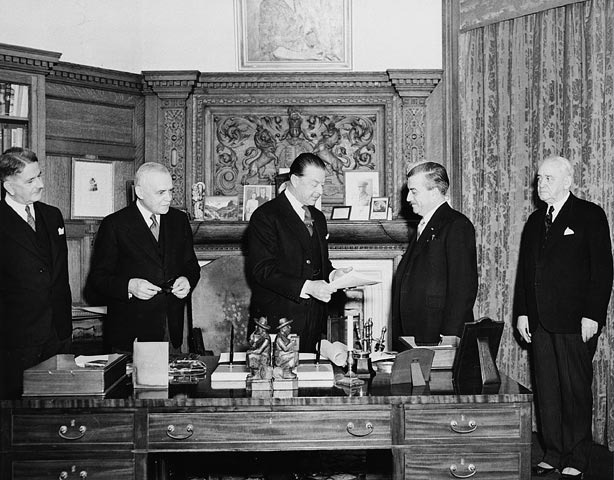
Alexander bei der Übergabe der Beitrittsurkunde Neufundlands zur Kanadischen Konföderation, März 1949

Im selben Jahr trat Neufundland der Kanadischen Konföderation bei und Lord Alexander besuchte im Sommer die neue Provinz. 1950 befand sich Kanada wieder im Krieg, da kanadische Einheiten in Korea gegen das kommunistische Nordkorea und die Volksrepublik China kämpften. Lord Alexander besuchte die Truppen, die sich auf dem Weg nach Übersee befanden, um sie persönlich zu ermutigen.
Auch waren viele Würdenträger bei Lord Alexander zu Gast, unter anderen Prinzessin Elisabeth und Prinz Philip, die Kanada 1951 bereisten. Die Alexanders gaben eine Squaredance-Party, welche der Prinz und die Prinzessin besuchten. Lord Alexander unternahm auch viele Reisen ins Ausland, wo er unter anderen Präsident Truman 1947 in den Vereinigten Staaten besuchte, und Brasilien, dem er im Juni 1948 einen Staatsbesuch abstattete.
Im Allgemeinen führten die Alexanders allerdings einen informellen Lebensstil. Lord Alexander war ein begeisterter Sportler, der besondere Freude am Fischen, an Golf und Rugby hatte. Als Liebhaber der freien Natur wohnte er mit Vorliebe der Ernte von Ahornsirup in Ontario und Quebec bei und überwachte persönlich die Abzweigung der Ahornbäume auf den Grundstücken des Rideau Hall. Auch war er passionierter Maler. Abgesehen davon, dass er ein Studio für sich einrichtete, welches noch heute so in Rideau Hall steht, organisierte er Kunststunden an der National Gallery of Canada. Lady Alexander wurde eine Expertin, wenn es um das Weben ging, und hatte zwei Webmaschinen in ihrer Kammer.
Lord Alexander setzte sich auch für die Bildung in Kanada ein. Ihm wurden viele Ehrengrade von kanadischen Universitäten verliehen, zusätzlich die Ehrendoktorwürden der Rechtswissenschaften der Harvard University und der Princeton University in den USA. Lord Alexander war ein Mitglied im Bund der Freimaurer.

## Spätere Karriere
Anfang des Jahres 1952, nachdem seine Amtszeit bereits zweimal verlängert worden war, verließ Lord Alexander das Amt des Generalgouverneurs, nachdem der britische Premierminister Winston Churchill ihm den Posten des Verteidigungsministers angeboten hatte. Er wurde kurzzeitig von einem Administrator vertreten, bis der Diplomat Vincent Massey seine Nachfolge als Generalgouverneur antrat. Bis 1954 diente Lord Alexander als Verteidigungsminister, bevor er sich aus dem politischen Leben zurückzog.
Er wurde am 14. März 1952 von der neuen Königin Elisabeth II. in der Peerage of the United Kingdom zum Earl Alexander of Tunis mit dem nachgeordneten Titel Baron Rideau, of Ottawa and Castle Derg in the County of Tyrone, erhoben. Im selben Jahr wurde er Mitglied des britischen Privy Councils; er war auch Mitglied des kanadischen Kronrats. Alexander wurde auch zum Leiter des Organisationskomitees für die Krönungszeremonie Elisabeth II. (Juni 1953) ernannt und trug bei diesem Anlass den Reichsapfel.
Kanada blieb ein zweites Zuhause für die Alexanders und sie kehrten oft dorthin zurück, um ihre Freunde und Familie zu besuchen.
Nach dem Tod des Edward Wood, 1. Earl of Halifax wurde er dessen Nachfolger als Großmeister (Grand Master) des Order of St Michael and St George. Dieses Amt hatte er bis 1967 inne, als er von Prinz Edward, Duke of Kent abgelöst wurde.
1969 starb Lord Alexander. Die Trauerfeier wurde am 24. Juni 1969 in der St. George’s Chapel im Windsor Castle abgehalten. Er wurde im Friedhof von Ridge, in der Nähe von Tyttenhanger, dem Wohnsitz seiner Familie in Hertfordshire, beigesetzt. Lady Alexander starb 1977.